# Grazierville
Grazierville es un lugar designado por el censo ubicado en el condado de Blair en el estado estadounidense de Pensilvania. En el año 2010 tenía una población de 665 habitantes.

## Geografía
Grazierville se encuentra ubicado en las coordenadas 40°39′27″N 78°16′15″O / 40.65750, -78.27083.. Según la Oficina del Censo de los Estados Unidos, Grazierville tiene una superficie total de 1,1 mi² (2,8 km²), de la cual 1,1 mi² (2,8 km²) corresponden a tierra firme y 0 mi² (0 km²) es agua.